# Skorodnica
Skorodnica – wieś w Polsce położona w województwie lubelskim, w powiecie włodawskim, w gminie Stary Brus.
| SIMC    | Nazwa    | Rodzaj  |
| ------- | -------- | ------- |
| 0108677 | Podgórze | kolonia |

W latach 1975–1998 miejscowość administracyjnie należała do województwa chełmskiego.
Wieś jest sołectwem w gminie Stary Brus. Według Narodowego Spisu Powszechnego z roku 2011 wieś liczyła 66 mieszkańców.
Wierni Kościoła rzymskokatolickiego należą do parafii Matki Bożej Częstochowskiej w Starym Brusie. 